# Al-Zubayr ibn Abd al-Muttalib
al-Zubayr ibn ʿAbd al-Muṭṭalib (in arabo الزبير بن عبد المطلب‎?; fl. VII secolo) era un prozio paterno del profeta Maometto.
Figlio di Shayba ibn Hashim (meglio noto come ʿAbd al-Muṭṭalib ibn Hāshim, era fratello germano di Abd Allah ibn Abd al-Muttalib e Abū Ṭālib, avendo anche in comune la madre, Fāṭima bt. ʿAmr. Sue figlie furono Duba'a (o Dhuba'a o Daba'a), Fāṭima e Zaba'a (o Saba'a o Thoba'a).
Dopo la morte del fratello consanguineo Ḥārith, Zubayr assunse l'onore della siqaya unitamente al fratello Abū Ṭālib.
A Zubayr andrebbe ascritto il merito di aver operato per il ristabilimento della pace sociale e della giustizia, dopo la sacrilega guerra di Fijar e alcune fonti lo indicano come uno dei promotori dell'Hilf al-fudul.